# Dee Brown (ur. 1968)
Dee Brown, właśc. DeCovan Kadell Brown (ur. 29 listopada 1968 w Jacksonville) – amerykański koszykarz, obrońca, zwycięzca konkursu wsadów NBA, trener koszykarski.

## Osiągnięcia

### NBA
- Wybrany do I składu debiutantów NBA (1991)[2]
- Zwycięzca konkursu wsadów podczas NBA All-Star Weekend (1991)[1]
- Lider play-off w skuteczności rzutów wolnych (1993 – wspólnie z Winstonem Garlandem)[3]